# 四結 (礁溪鄉)
四結，是台灣宜蘭縣礁溪鄉的一個傳統地域名稱。位於該鄉南部。相較於今日行政區，其範圍大致包括吳沙村、玉光村西南部、光武村西北部。

## 歷史
台灣清治末期，四結地區為一街庄，稱為「四結庄」，隸屬於四圍堡。該庄東邊北段與瑪璘庄為鄰，東邊南段及東南邊與武暖庄為鄰，南邊中間一小段與一結庄為鄰，南邊西段及西邊與大陂庄為界，北與柴圍庄為鄰。
1901年（日治明治三十四年）11月，廢縣廳改設二十廳，該庄隸屬於宜蘭廳，編入第二區。1905年（明治三十八年）7月，該區改名「四圍區」。1909年（明治四十二年）10月，合併二十廳為十二廳，該庄仍隸屬於宜蘭廳。1920年（大正九年），廢十二廳改設五州二廳，該庄改制為「四結」大字，隸屬於臺北州宜蘭郡礁溪庄。
戰後礁溪庄改制為礁溪鄉，隸屬於臺北縣，大字亦改制為村。1950年10月，北、基、宜分治，礁溪鄉改隸屬於宜蘭縣。

## 聚落
本地區發展較早的聚落為四結（四城），在日治期初期的官方地圖上已有記載。此外，本地區尚有公埔聚落。

## 交通
台鐵宜蘭線是台灣東北部鐵路幹線，大致以北北東—南南西走向經過四結地區東部。境內站有四城車站，屬甲種簡易站，僅停靠區間車。由此可前往台鐵沿線各地。
省道台9線（礁溪路三段）又稱「東部幹線」，是台北經東台灣至屏東楓港的幹道，在本地區路段大致與鐵路平行並位於其西側不遠處。由該道路向北北東可前往礁溪市區、頭城西南部、坪林、石碇、新店等地，向南南西轉南可前往宜蘭、五結、羅東、冬山、蘇澳等地。
鄉道宜5線（四結路）是湯圍至結頭份的道路，大致以北向南轉東南—西北走向再轉東向西再轉北北東—南南西走向蜿蜒經過本地區西部山腳地帶。由該道路向北可前往柴圍、林尾、得子口、湯圍並止於中山路二段（省道台9線舊線）路口，向南南西可前往大陂龍潭、二結、枕頭山、結頭分西北部、內員山並止於省道台7丁線路口。
鄉道宜8線（育英路、礁溪路一段、中興路、武暖路）是龍潭至永鎮的道路，大致以西南—東北走向由本地區南部入境，後轉橫向至省道台9線轉向南與其共線一小段路後轉東南獨行，過鐵路後轉東北東再轉東南東由本地區東南部出境。由該道路向西南可前往大陂龍潭並止於鄉道宜5線路口，向東南東可前往武暖、抵美、土圍西南部、古亭笨、十三股北部、三塊厝永鎮並止於省道台2線路口。

## 學校
- 吳沙國中
- 四結國小